# Auguste Verbrugghen
Auguste Louis Verbrugghen, né le 21 février 1829 à Hautem-Saint-Liévin et y décédé le 23 octobre 1901 fut un homme politique libéral belge.
Verbrugghen fut notaire, bourgmestre de Hautem-Saint-Liévin et député de l'arrondissement d'Audenarde-Alost.